# Rubicon (série télévisée)
Pour les articles homonymes, voir Rubicon (homonymie).
Rubicon est une série télévisée américaine en treize épisodes de 42 minutes, créée par Jason Horwitch et diffusée entre le 1er août 2010 et le 17 octobre 2010 sur AMC. En France, la série a été diffusée à partir du 25 janvier 2011 sur Orange Cinéma Séries.
Rubicon s'inspire des films conspirationnistes américains de l'après-Watergate, tels que Les trois jours du Condor de Sydney Pollack.

## Synopsis
Will Travers est analyste à l'Institut Américain de Géopolitique (American Policy Institute, API), discrète agence indépendante basée à New York et travaillant pour le renseignement américain. Intrigué par la découverte d'indices concomitants, il s'en ouvre à son supérieur hiérarchique et mentor David Hadas, lequel est bientôt victime d'une catastrophe ferroviaire. Nommé successeur de Hadas, Travers mène une enquête parallèle qui le conduit à découvrir l'existence d'une conspiration qui utilise les renseignements recueillis par l'API pour prédire et manipuler des événements mondiaux afin d'en tirer profit. 

## Distribution
- James Badge Dale : Will Travers
- Jessica Collins : Maggie Young
- Lauren Hodges : Tanya MacGaffin
- Dallas Roberts : Miles Fiedler
- Christopher Evan Welch : Grant Test
- Arliss Howard : Kale Ingram
- Roger Robinson (en) : Ed Bancroft
- Michael Cristofer : Truxton Spangler
- Miranda Richardson : Katherine Rhumor

- Annie Parisse : Andy
- Natalie Gold : Julia Harwell
- Peter Gerety : David Hadas
- David Rasche : James Wheeler
- Harris Yulin : Thomas Rhumor

## Production
Après avoir écrit le pilote, le créateur de la série Jason Horwitch (en) la quitte pour des raisons de divergence de vue artistique avec les studios. C'est le producteur exécutif Henry Bromell qui reprend le rôle de "showrunner" et qui donnera véritablement son style à la série, marqué par un rythme lent, une intrigue complexe et une réalisation très travaillée.
En novembre 2010, AMC a annulé la série à la suite d'audiences jugées décevantes comparativement à d'autres productions de la chaîne, telles que Mad Men ou Breaking Bad.
Dans un entretien au site Uproxx en 2017, l'acteur principal James Badge Dale révèle qu'une première mouture de l'épisode final, mettant un terme définitif à l'histoire, avait commencé à être tournée. Après la décision d'abandonner la série, la chaîne a souhaité qu'une fin plus ouverte lui soit donnée, laissant une incertitude quant à l'avenir des personnages.

## Épisodes
1. Engrenage (Gone in the Teeth)
2. Nouvelles fonctions (The First Day of School)
3. Un mystérieux cadeau (Keep the Ends Out)
4. Cas de conscience (The Outsider)
5. Connexion (Connect the Dots)
6. Sur écoute (Look to the Ant)
7. Détecteur de mensonges (The Truth Will Out)
8. De l’efficacité de la torture (Caught in the Suck)
9. Perte de confiance (No Honesty in Men)
10. Ne te fie à personne (In Whom We Trust)
11. Longue journée (A Good Day's Work)
12. Révélations (Wayward Sons)
13. L'ennemi intérieur (You Never Can Win)